# Ceratocephala pungens
Ceratocephala pungens là một loài thực vật có hoa trong họ Mao lương. Loài này được Garn.-Jones mô tả khoa học đầu tiên năm 1984.